# Heligmonevra
Heligmonevra är ett släkte av tvåvingar. Heligmonevra ingår i familjen rovflugor.

## Dottertaxa tillHeligmonevra, i alfabetisk ordning[1]
- Heligmonevra africana
- Heligmonevra albiseta
- Heligmonevra anamalaiensis
- Heligmonevra andamanensis
- Heligmonevra annulata
- Heligmonevra assamensis
- Heligmonevra astricta
- Heligmonevra bengalensis
- Heligmonevra bigoti
- Heligmonevra biligata
- Heligmonevra calceolaria
- Heligmonevra chaetoprocta
- Heligmonevra cheriani
- Heligmonevra congeda
- Heligmonevra debilis
- Heligmonevra didymoides
- Heligmonevra divaricata
- Heligmonevra dravidica
- Heligmonevra elaphra
- Heligmonevra fanovanensis
- Heligmonevra flagrans
- Heligmonevra flavida
- Heligmonevra forcipatus
- Heligmonevra frommeri
- Heligmonevra fuscinalonga
- Heligmonevra genitalis
- Heligmonevra gracilis
- Heligmonevra griseola
- Heligmonevra himalayana
- Heligmonevra impiger
- Heligmonevra incisularis
- Heligmonevra insularis
- Heligmonevra kumaunensis
- Heligmonevra ladakhensis
- Heligmonevra laevis
- Heligmonevra lata
- Heligmonevra lavignei
- Heligmonevra litoralis
- Heligmonevra macula
- Heligmonevra madagascarensis
- Heligmonevra mediana
- Heligmonevra mehtai
- Heligmonevra miniata
- Heligmonevra modesta
- Heligmonevra nigra
- Heligmonevra nigrifascia
- Heligmonevra nigrostriata
- Heligmonevra nuda
- Heligmonevra occidentalis
- Heligmonevra ornata
- Heligmonevra poonmudiensis
- Heligmonevra pulcher
- Heligmonevra pygmaea
- Heligmonevra ricardoi
- Heligmonevra rodhaini
- Heligmonevra rubripes
- Heligmonevra rufinota
- Heligmonevra rufipes
- Heligmonevra russea
- Heligmonevra seminuda
- Heligmonevra shimogaensis
- Heligmonevra singaporensis
- Heligmonevra spreta
- Heligmonevra sula
- Heligmonevra tenuicornis
- Heligmonevra trifurca
- Heligmonevra tsacasi
- Heligmonevra yenpingensis